# Hubert Graves
Sir Hubert Ashton Graves, KCMG, MC (* 10. August 1894 in Kalkutta, Britisch-Indien; † 5. April 1972 in Essex) war ein britischer Diplomat.

## Leben
Hubert Ashton Graves trat am 23. August 1915 als temporärer Second Lieutenant in das Leicestershire Regiment der British Army ein und nahm mit diesem am Ersten Weltkrieg teil. Er wurde im Kriegsverlauf zum temporären Lieutenant befördert und erhielt für seine Tapferkeit am 13. September 1918 das Military Cross (MC). Nach Kriegsende trat er am 30. Januar 1923 als Büroangestellter in den Staatsdienst und wurde als solcher dem Amt für Inlandseinnahmen (Inland Revenue Department) zugeordnet. Am 15. März 1926 wechselte er als Übersetzer (Student Interpreter) in den Konsularischen Dienst für den Fernen Osten (Far Eastern Consular Services) und wurde am 28. Februar 1928 Vizekonsul an die Botschaft in Japan. Er wurde am 23. November 1938 Konsul in Osaka.
1946 wurde Graves Botschaftsrat an der Botschaft in den USA und verblieb bis 1951 auf diesem Posten. Während dieser Zeit wurde er aufgrund seiner Verdienste am 12. Juni 1946 als Companion des Order of St Michael and St George (CMG) ausgezeichnet. 1951 wurde er Gesandter in Vietnam und bekleidete dieses Amt bis 1954. Zugleich war er als solcher zwischen 1951 und 1954 auch als nicht-residierender Gesandter in Kambodscha sowie als Gesandter in Laos akkreditiert. Am 1. Januar 1953 wurde er als Knight Commander des Order of St Michael and St George (KCMG) geadelt, so dass er fortan das Prädikat „Sir“ führte. Nachdem zum Ende des Indochinakrieges am 1. August 1954 zur Unabhängigkeit von Laos und Kambodscha sowie zur Teilung Vietnams kam, wurde er am 26. Oktober 1954 Botschafter in Südvietnam und behielt dieses Amt bis 1955.
Hubert Ashton Graves war zwei Mal verheiratet. Aus seiner 1921 geschlossenen und später aufgelösten Ehe mit Madeleine Constance Marie Michelle Bourdillon ging ein Sohn hervor. Aus seiner zweiten 1929 geschlossenen Ehe mit Albertine Louise Macon stammte eine Tochter.